# Alina Meier
Alina Meier, född 19 februari 1996, är en schweizisk längdskidåkare. Meier har fem medaljer från schweiziska mästerskap, varav ett silver och fyra brons. Hon tävlar för Davos skidklubb.
Meier är en sprintspecialist och har en fjortonde plats från just sprint som bästa individuella resultat i världscupen.

## Världsmästerskap
Meier deltar i Världsmästerskapen i nordisk skidsport 2021 i Oberstdorf.
| Tävling         | 10 km | Skiathlon | 30 km | Sprint | Stafett | Lagsprint |
| --------------- | ----- | --------- | ----- | ------ | ------- | --------- |
| Oberstdorf 2021 | –     | –         | –     | –      | –       | –         |